# Тія Джонс
Тія Джонс (англ. Tia Jones; нар. 8 вересня 2000) — американська легкоатлетка, яка спеціалізується в бар'єрному бігу.

## Спортивні досягнення
Чемпіонка світу серед юніорів з бігу на 100 метрів з бар'єрами (2018). Бронзова призерка чемпіонату світу серед юніорів на тій самій дистанції (2016).
Чемпіонка світу серед юніорів в естафетному бігу 4×100 метрів (2016).
Чемпіонка США в приміщенні з бігу на 60 метрів з бар'єрами (2024).
Рекордсменка світу з бігу на 60 метрів з бар'єрами — 7,67 (2024).